# Waste Isolation Pilot Plant
Waste Isolation Pilot Plant (pl. Pilotażowy Ośrodek Izolowania Odpadów) – jedyne na świecie stałe podziemne składowisko odpadów radioaktywnych zawierających pluton i inne transuranowce. Jest zarządzane przez Departament Energii Stanów Zjednoczonych. Przechowuje się w nim odpady powstałe w ramach produkcji i badań nad bronią jądrową, takie jak: skażone ubrania, sprzęt laboratoryjny, gleba itp. Położone jest w stanie Nowy Meksyk, ok. 42 km od miasta Carlsbad. Składowisko zbudowano w latach 80. XX wieku. Działanie rozpoczęło w 1999. Proces gromadzenia odpadów planowany jest na 35 lat. Przewidywany okres składowania wynosi 10 tysięcy lat. W WIPP pracuje od 800 do 1000 osób.

## Przeznaczenie
Do składowiska trafiają odpady radioaktywne z terytorium Stanów Zjednoczonych, pochodzące z ośrodków i placówek związanych z badaniami i produkcją broni jądrowej. Utworzenie WIPP pozwoliło na likwidację składowisk odpadów powstałych i pracujących jeszcze w epoce zimnej wojny – do 2014 zlikwidowano ich 22. Ma na celu długotrwałe i możliwe największe odizolowanie odpadów od otoczenia, aby chronić środowisko naturalne i zdrowie ludzi.

### Procedura składowania

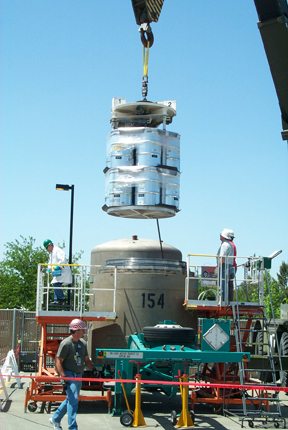
Umieszczanie zbiorników z odpadami w pojemniku TRUPACT-II

Transporty z odpadami przybywające do WIPP przechodzą przez wieloetapową procedurę nim trafią do podziemnego składowiska:
- Po przybyciu na teren WIPP ciągnik, naczepa i ładunek (kontenery transportowe) przechodzą inspekcję bezpieczeństwa oraz kontrolę dokumentacji i radiologiczną.
- Pojazd drogowy trafia na parking przy Waste Handling Building, gdzie przechodzi dalsze inspekcje, w tym radiologiczne.
- Za pomocą wózka widłowego kontenery z odpadami przenoszone są przez śluzę z naczepy do Waste Handling Building.
- Kontener transportowy z odpadami umieszczany jest w uchwycie TRUDOCK; za pomocą dźwigu demontowane jest wieko kontenera.
- Odpady przenoszone są do pojemników docelowych; towarzyszy temu kontrola radiologiczna i techniczna pojemników.
- Za pomocą dźwigu zestaw pojemników przenoszony jest na specjalną paletę składowania.
- Wózkiem widłowym paleta umieszczana jest na transporterze w śluzie powietrznej szybu.
- Transporter przemieszcza paletę do windy szybu.
- Windą odpady trafiają do podziemnego składowiska.
- Pod ziemią transporter przesuwa paletę na wyznaczone miejsce na składowisku.
- Za pomocą wózka widłowego pojemniki zdejmowane są z palety.
- Każdy pojemnik jest przykrywany i otaczany workami z tlenkiem magnezu (ogniotrwałym materiałem stosowanym do stabilizacji roztworów metali ciężkich).

## Lokalizacja i budowa

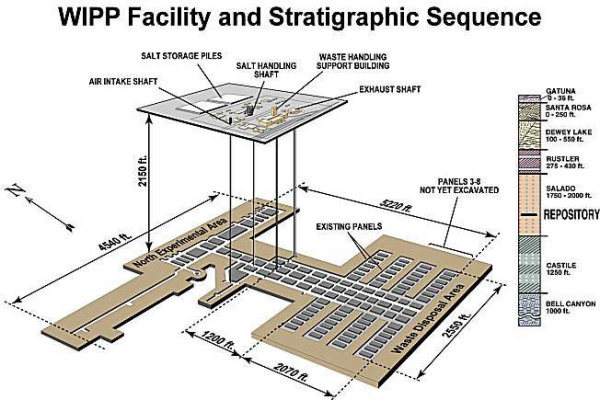
Schemat struktury WIPP

Ośrodek położony jest na obszarze pustyni Chihuahuan w stanie Nowy Meksyk, ok. 42 km od 27-tysiącznego miasta Carlsbad. Zasadnicze składowisko znajduje się na głębokości 655 metrów i jest wykopane w pokładach soli kamiennej formacji Salado sprzed 250 milionów lat, co gwarantować ma, że składowane odpady nie zostaną poddane działaniu wilgoci. Ośrodek zajmuje kwadratowy obszar o powierzchni 16 mil kwadratowych (41,5 km²), określany formalnie jako Land Withdrawal Area.
Ponad pokładami solnymi formacji Salado, przecinanej warstwami gliny, anhydrytu i potażu, znajduje się formacja Rustler, a ponad nią (bliżej gruntu) – warstwa wodonośnych dolomitów Culebra. Poniżej, na głębokości 900–1000 metrów, zidentyfikowano formację Castile z anhydrytu z kieszeniami solanki.
Formacje solne zostały wybrane jako nadające się do długotrwałego składowania przez Narodową Akademię Nauk w latach 50. Znajdują się one zwykle na obszarach stabilnych sejsmicznie. Cechują się łatwością w drążeniu i brakiem źródeł wód głębinowych, które mogłyby wymyć substancje promieniotwórcze oraz mają tendencję do samouszczelniania się.
Złoże w którym powstało WIPP ma ok. 600 metrów grubości i zaczyna się ok. 260 metrów pod powierzchnią. Główna przestrzeń składowania podzielona jest na 8 tzw. paneli, odchodzących na prawo i lewo od głównej osi składowiska. Każdy panel składa się z 7 komór, każda o wymiarach 90 m dł. × 10 m szer. × 4 m wysokości.
Składowisko jest połączone z powierzchnią 4 szybami:
- Waste Shaft/Waste Hoist (WS/WH) – główny szyb, którego wylot znajduje się w Waste Handling Buiding – służy do transportu odpadów. Może służyć też do transportu wyposażenia i ludzi.
- Air Intake Shaft (AIS) – drugi, po WS/WH, punkt wtłaczania powietrza do składowiska; posiada własną wentylację.
- Salt Handling Shaft (SHS) – punkt wydobywania na powierzchnię wykopanej soli i główny szyb do transportu ludzi i sprzętu; trzeci punkt wtłaczania powietrza do składowiska; posiada własną wentylację.
- Exhaust Shaft (ES) – wspólny wyciąg powietrza na powierzchnię.

Na powierzchni gruntu ośrodek składa się z 55 budynków i 4 budowli tymczasowych. Zapewniają one ponad 33,3 tys. m² powierzchni użytkowej.

## Przechowywane odpady

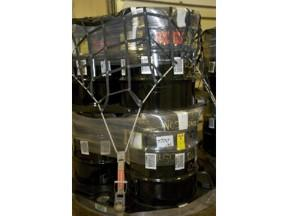
100-galonowe (ok. 380 l) beczki używane do składowania odpadów

Odpady przeznaczone do składowania w WIPP to: skażone ubrania, szmaty, sprzęt laboratoryjny, narzędzia, gruz, ziemia itp. Pojemniki z odpadami dzieli się w zależności od dawki promieniowania rejestrowanego przy powierzchni zbiornika na manipulowalne kontaktowo (< 200 mrem; contact-handled, CH) i manipulowalne zdalnie (remote-handled, RH). Zdecydowaną większość odpadów, 96%, stanowią odpady klasyfikowane jako manipulowane kontaktowo. Przed umieszczeniem na składowisku odpady są przeładowywane z pojemników transportowych (dla odpadów CH: TRUPACT-II, TRUPACT-III, HalfPACT) do dedykowanych pojemników magazynowych.
Do 27 czerwca 2017 do WIPP dostarczono ładunki m.in. z:
| Źródło                                    | Liczba transportów |
| ----------------------------------------- | ------------------ |
| Argonne National Laboratory               | 193                |
| Bettis Atomic Power Laboratory            | 5                  |
| GE Vallecitos Nuclear Center              | 32                 |
| Idaho National Laboratory                 | 5 863              |
| Los Alamos National Laboratory            | 1 344              |
| Lawrence Livermore National Laboratory    | 18                 |
| Nevada Test Site                          | 48                 |
| Oak Ridge National Laboratory             | 131                |
| Rocky Flats Environmental Technology Site | 2 045              |
| Hanford Site                              | 572                |
| Sandia National Laboratories              | 8                  |
| Savannah River Site                       | 1 659              |
| Waste Control Specialists                 | 3                  |
| Łącznie                                   | 11 921             |

Do 10 lutego 2014 w składowisku umieszczono pojemniki o łącznej pojemności 90 984 m³, w tym 357 m³ z odpadami typu RH.

### Odpady RH
Zgodnie z dokumentami założycielskimi DoE z 1981 i z porozumieniem ze stanem Nowy Meksyk z 1988 roku, odpady typu RH mogą stanowić co najwyżej 4% całkowitej objętości składowanych odpadów, tj. ok. 7080 m³. Według ustawy Land Withdrawal Act z 1992 WIPP ma przyjąć łącznie do 175 570 m³ odpadów.
Odpady RH transportowane są do WIPP w dwóch typach kontenerów: RH-72B (zwiera do 3 pojemników 55-galonowych) i CNS 10-160B (zawiera do 10 pojemników 55-galonowych). Oba są certyfikowane przez Nuclear Regulatory Commission.
Każdy kontener typu RH umieszczany jest w osobnym otworze w ścianach składowiska (odpady typu CH składowane są zbiorczo), zamykanym betonową osłoną biologiczną.

### Pluton
Postanowienia rozbrojeniowe między USA a Rosją z 2000 nakładają na USA obowiązek unieszkodliwienia 34 ton plutonu ze zlikwidowanej broni jądrowej. W planach było przetworzenie plutonu na paliwo jądrowe typu MOX. Rosnące koszty budowy placówki zdolnej do takiego przerobu, w Savannah River Site, skłoniły DOE do poszukiwania alternatywy. Raport z sierpnia 2015 rekomenduje złożenie plutonu w WIPP, po wcześniejszym „rozcieńczeniu”, tj. zmniejszeniu aktywności promieniotwórczej. Jednak niektórzy naukowcy wskazują, że WIPP nie jest przewidziane do przechowywania takiej ilości odpadów – planowana masa plutonu w momencie zamknięcia składowiska miała wynieść 12 ton.

## Zarządzanie i kontrola
Głównymi organami regulującymi pracę ośrodka jest EPA i departament środowiska stanu Nowy Meksyk. Odbiorem cywilnych odpadów zarządza lokalna dyspozytura federalnego departamentu energii (DOE Carlsbad Field Office).

### Bezpieczeństwo

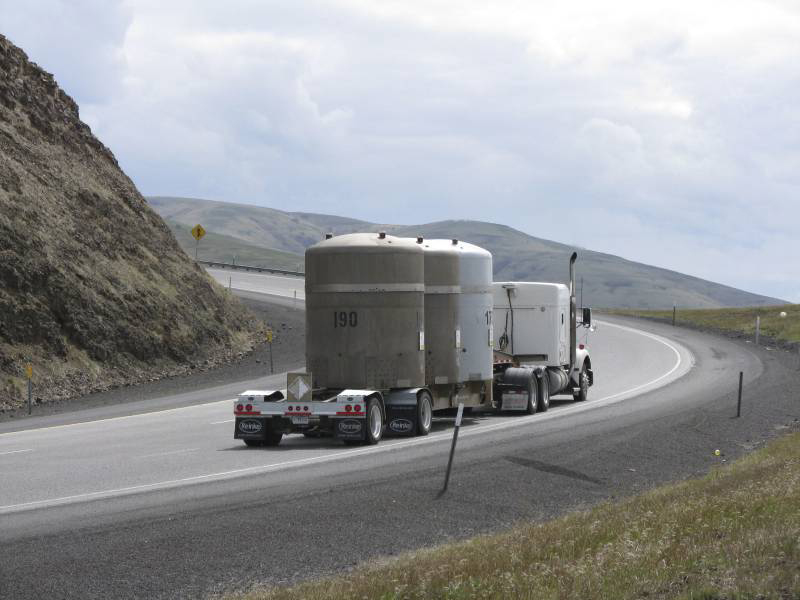
Transport odpadów do składowiska WIPP

Transport odpadów do WIPP wiąże się każdorazowo z wdrożeniem ustaleń dotyczących procedur transportu i analizy składu odpadów między organem wysyłającym a EPA i NMED. Trasy transportu odpadów obu typów nie różnią się i są każdorazowo konsultowane z władzami stanowymi i plemionami amerykańskimi. Co do zasady pojazdy transportujące odpady poruszają się autostradami międzystanowymi, chyba że władze stanowe zdecydują inaczej. Transporty, składające się z konwencjonalnego ciągnika siodłowego i dedykowanej naczepy, są nadzorowane całodobowo, w tym poprzez geolokalizację satelitarną. Ciężarówki posiadają redundantny system łączności dwukierunkowej. W przypadku awarii ciężarówka może zostać zastąpiona nową w ciągu 8 godzin. Każdy transport przechodzi najsurowszą inspekcję przewidzianą amerykańskim prawem transportowym (Commercial Vehicle Safety Alliance Level VI), przeprowadzaną przez policję stanową. Transporty są też kontrolowane na wjeździe do danego stanu. Kierowcy transportów, pracujący parami, muszą posiadać specjalną licencję pozwalającą na transport do WIPP. Kierowca jest zobowiązany dokonywać oględzin ładunku co 3 godziny lub 150 mil. Na 2 godziny przed wjazdem do kolejnego stanu kierowcy powiadamiają o tym władze stanowe. Od 1988 do 2013 na trasach przewozu ładunków do WIPP przeszkolono ponad 32 tys. osób odpowiedzialnych za bezpieczeństwo na wypadek zaistnienia sytuacji kryzysowej.
W Carlsbad stworzono Joint Information Center – centrum informacji i zarządzania kryzysowego, będącego częścią większego systemu zarządzania kryzysowego. Jest ono uruchamiane w przypadku sytuacji kryzysowej związanej z WIPP. JIC jest odpowiedzialne za informowanie społeczeństwa, mediów i pracowników nt. ew. sytuacji kryzysowych. O aktywacji JIC informowanie są media i kluczowi decydenci.
WIPP co 5 lat przechodzi proces recertyfikacji przeprowadzany przez EPA. EPA jest również odpowiedzialna za każdorazowe potwierdzenie, że transport który ma trafić do WIPP spełnia odpowiednie kryteria.

### PIC

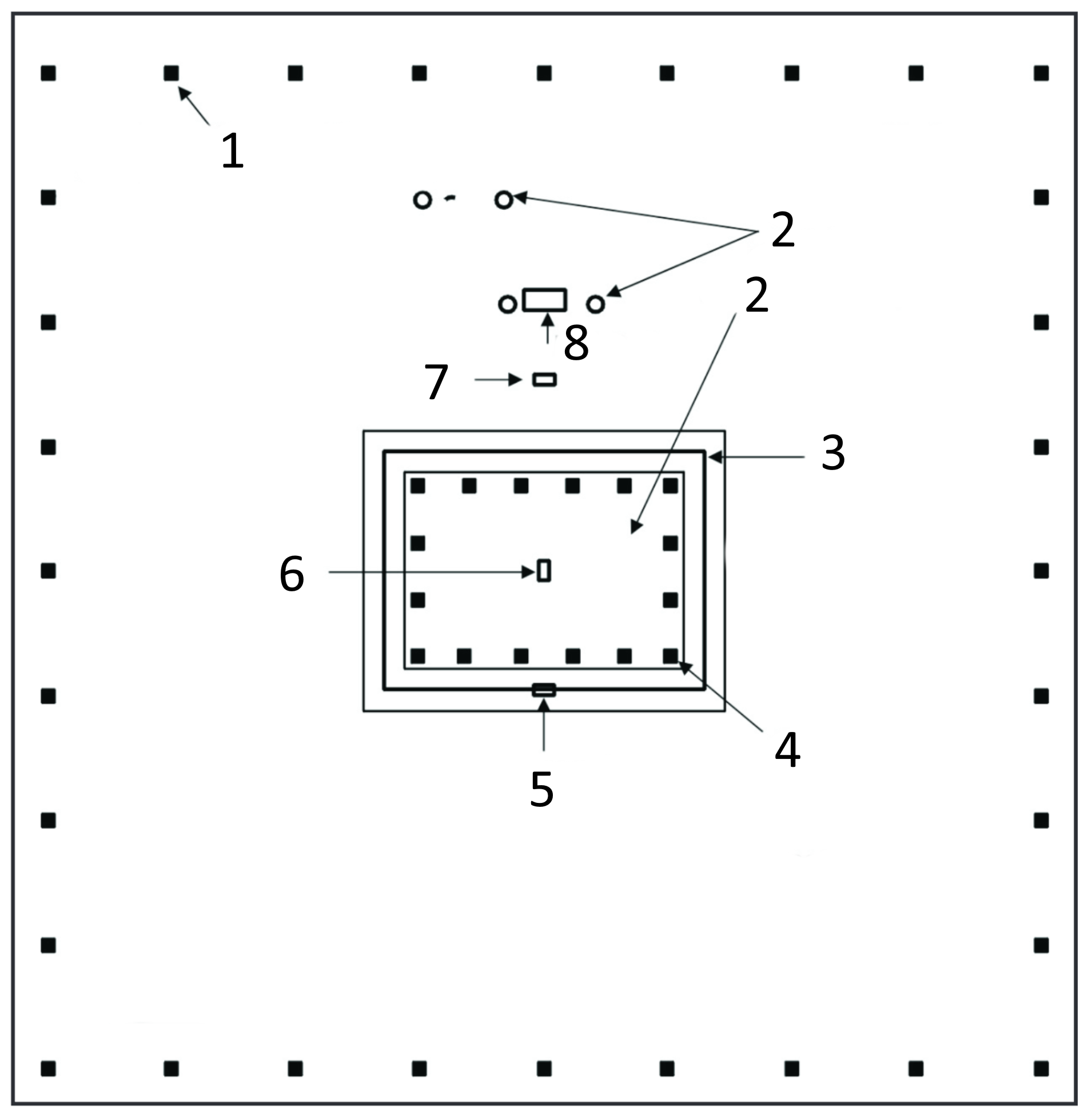
Koncepcja systemu trwałego oznakowania składowiska WIPP. DoE analizuje również inne koncepcje. Projekt końcowy zostanie wybrany przed zamknięciem ośrodka.
Rysunek nie zachowuje skali. Szyby oznaczone są jako „o”.
1 - 32 duże znaczniki naziemne okalające teren ośrodka (Controlled Area Perimeter) 2 - małe znaczniki podziemne umieszczone w zamknięciach szybów i w obrębie obrysu składowiska 3 - kopiec (z zakopanymi znacznikami radarowymi, magnesami i znacznikami podziemnymi) 4 - 16 dużych znaczników naziemnych okalających obrys składowiska 5 - magazyn informacji w kopcu 6 - centrum informacyjne 7 - podziemny magazyn informacji
8 - hot cell - sztuczny artefakt archeologiczny z żelbetonu

Obowiązek prawny nałożony przez EPA na instytucje zarządzające WIPP przewiduje oznakowanie terenu składowiska tak, aby ostrzegać „przyszłe pokolenia i cywilizacje” o związanym z nim zagrożeniu dla życiu i zdrowia przez 10 tysięcy lat. Z tego względu departament energii opracowuje Passive Institutional Controls – system oznakowania i informowania o charakterze składowiska WIPP i zagrożeniach z nim związanych. PIC ma informować o położeniu, budowie i zawartości składowiska w sposób czytelny i zrozumiały ponadczasowo. Oznakowanie ma wskazywać: że teren WIPP nie jest w stanie naturalnym; że ktoś oznakował teren z ważnych powodów; że nie należy w niego ingerować.
Podstawą opracowania PIC był raport dwóch zespołów badaczy, lingwistów, pisarzy i antropologów (Futures Panel – panel przyszłości, Markers Panel – panel oznakowań). Ich celem było wszechstronne zastanowienie się nad problematyką oznakowania i komunikacji z uwzględnieniem upływu czasu. Powstały projekt koncepcyjny oznakowania został zatwierdzony przez EPA.

Projekt tekstu i piktogramów na małym znaczniku podziemnym dla składowiska WIPP

PIC będzie składał się z kilku elementów:
- kopca – struktura o wysokości 10 metrów i o boku ok. 30 metrów przylegająca do obrysu podziemnego składowiska (wymiary na powierzchni ziemi: 871×717 m). Ściany kopca będę nachylone w celu minimalizacji działania erozji. W kopcu umieszczonych zostanie 128 specjalnie dobranych elementów metalowych wywołujących charakterystyczne odbicie radarowe, umożliwiając detekcję miejsca metodami radarowymi. W kopcu znajdą się też elementy magnetyczne, tworzące charakterystyczną sygnaturę magnetyczną miejsca. Kopiec zostanie usypany z (licząc od wewnątrz) warstwy soli, caliche, riprapu oraz mieszaniny gleby i riprapu.
- centrum informacyjnego – powierzchniowa, centralna część kopca o wymiarach 12×9,75 m i wys. 4,5 metra. Granitowe ściany zewnętrzne i wewnętrzne zostaną pokryte informacjami wyrażonymi słowami i piktogramami. Struktura będzie niezadaszona w celu zapewnienia dostępu światła słonecznego.
- dwóch podziemnych magazynów informacyjnych – magazyny będą zawierały te same informacje, co centrum informacyjne, ale przeciwieństwie do niego nie będą widoczne z zewnątrz. Jeden z nich zostanie zlokalizowany w kopcu. Drugi znajdzie się poza kopcem, ok. 6 metrów pod powierzchnią gruntu. Wszystkie ściany magazynów będą wykonane z płyt granitowych. Dostęp będzie zapewniał zaczopowany otwór o średnicy 60 cm. Magazyn w kopcu będzie odnotowany w centrum informacyjnym. Lokalizacja drugiego magazynu będzie znajdowała się w archiwach przechowywanych poza terenem ośrodka.
- naziemnego oznakowania terenu – zewnętrzną granicę terenu ośrodka (o pow. ok. 0,65 km²) okalać będzie 32 granitowych słupów o wysokości ponad 7,5 m i masie 105 ton każdy. 16 kolejnych słupów będzie zaznaczało obrys składowiska na powierzchni ziemi. Na każdym słupie, na części szczytowej i na części podziemnej, wyryte zostaną ostrzeżenia i informacje w 7 językach (angielskim, hiszpańskim, rosyjskim, francuskim, chińskim, arabskim i navajo).
- podziemnego oznakowania terenu – małe znaczniki ostrzegające zostaną umieszczone w zamknięciach szybów składowiska, a także losowo rozmieszczone (na głębokości od 60 do 180 cm) w kopcu. Znaczniki będą miały kształt dysków o średnicy 23 cm. Wykonane zostaną ze zróżnicowanych materiałów: granitu, aluminium i wypalanej gliny. Każdy będzie nosił informacje w jednym z 7 języków.
- archiwów informacyjnych przechowywanych w różnych miejscach na świecie – najważniejsze informacje o WIPP (przede wszystkim o położeniu, budowie, zawartości i zagrożeniach) będą przechowywane i utrzymywane w wielu różnych miejscach na świecie. Kompendium takiej wiedzy, przygotowane przez DoE w 6 oficjalnych językach ONZ, trafi do organizacji archiwizujących na specjalnym papierze, które to organizacje zapewnią ich ogólną dostępność. Samo kompendium również będzie stosownie oznaczone, wraz z adnotacją dlaczego wymaga przechowywania i pielęgnowania przez 10 tys. lat. Rząd USA planuje okresowe audyty dostępności i czytelności tak przechowywanej dokumentacji. Dodatkowe zabiegi będą obejmowały umieszczenie lokalizacji WIPP na różnego rodzaju mapach, w atlasach, zawarcia informacji o WIPP w encyklopediach, tekstach o charakterze edukacyjnych i w słownikach (poprzez zarejestrowanie WIPP jako nazwy geograficznej).

Wykonanie i umiejscowienie znaków będzie wzorowane m.in. na prekolumbijskich inskrypcjach skalnych. W tym celu w roku 2000 zbadano 16, co najmniej 600-letnich, inskrypcji na terenie stanów Nowy Meksyk i Teksas. Badano ich czytelność i trwałość w zależności od rodzaju podłoża, charakterystyki inskrypcji, wieku, ekspozycji na erozję, warunki atmosferyczne czy nasłonecznienie.
Projekty końcowe oznaczeń mają zostać przyjęte do roku 2033.

## Historia

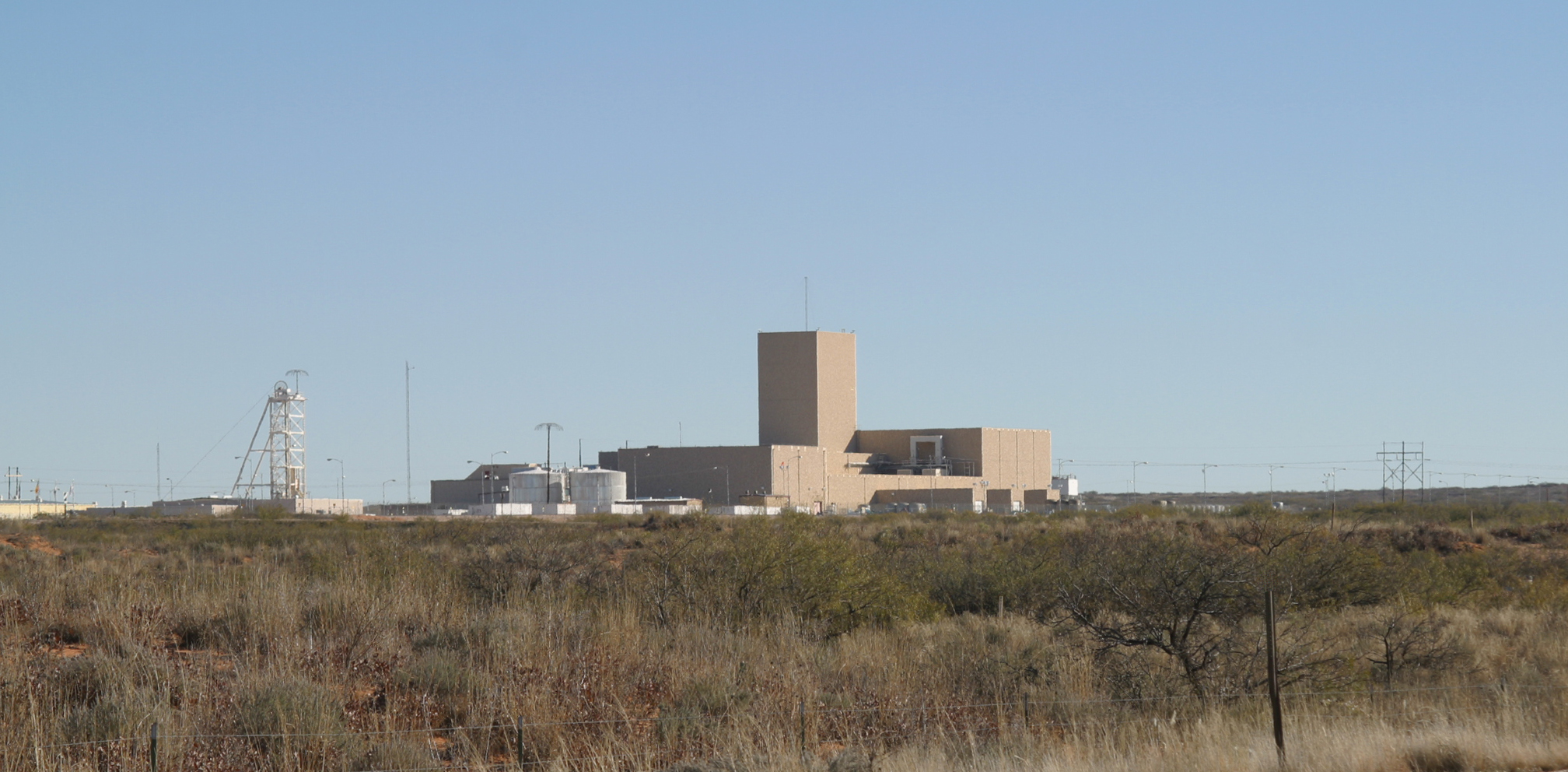
Teren ośrodka WIPP, rok 2004

Odpady radioaktywne zwierające transuranowce powstawały w Stanach Zjednoczonych od lat 40. XX wieku jako produkt uboczny prac nad bronią jądrową – Projektem Manhattan. Już w następnej dekadzie, w 1957, Narodowa Akademii Nauk rekomendowała gromadzenie ich pod ziemią, w stabilnych formacjach geologicznych, takich jak głębinowe pokłady soli. Ich najważniejszą cechą jest samouszczelnianie. W latach 60. trwały poszukiwania odpowiedniego miejsca na takie składowisko. W 1974 Atomic Energy Commision wyznaczyła złoża koło Carlsbad do poszukiwania potencjalnego miejsca składowania. W roku 1979 Kongres USA zatwierdził plan budowy Waste Isolation Pilot Plant przez Departament Energii.
W 1981 Departament Energii wydał decyzję o budowie WIPP na podstawie raportu o oddziaływaniu na środowisko. Rozpoczęły się pierwsze wiercenia sztolni. Jednocześnie prokurator generalny stanu Nowy Meksyk, Jeff Bingaman, złożył pozew przeciw Departamentowi Zasobów Wewnętrznych (który formalnie sprawował opiekę nad terenem WIPP) i DoE, zarzucając im naruszenie prawa federalnego i stanowego w związku z budową WIPP. Sprawa została rozstrzygnięta w formie porozumienia stron przewidującego wykonanie dalszych badań i lepszą komunikację z władzami stanowymi, a także poruszającego sprawy zarządzania kryzysowego i remontu autostrad. Stan i władze federalne uzgodniły też, że składowisko powinno spełniać normy EPA. EPA uchwaliła normy związane z przechowywaniem odpadów zawierających transuranowce w 1985.
DoE ukończyło budowę składowiska w 1989. W tym samym roku NRC wydało certyfikat dla pojemnika TRUPACT-II do przewozu odpadów zawierających transuranowce. W 1990 DoE rozpoczęło drugą fazę planu budowy składowiska. EPA, na podstawie Resource Conservation and Recovery Act (RCRA), upoważniło władze stanu Nowy Meksyk do wydania i nadzorowania licencji na składowanie materiałów niebezpiecznych w WIPP, w tym odpadów zmieszanych.
W 1991 prokurator generalny stanu Nowy Meksyk, Tom Udall, złożył kolejny pozew przeciw DoE i DoI. Pozew został później połączony z zarzutami różnych podmiotów proekologicznych, w których zarzucano władzom federalnym brak podstaw prawnych lub naruszenie prawa przy wydawaniu licencji na działanie WIPP. W 1992 sędzia sądu okręgowego John Garrett Penn uznał, że faktycznie minister ds. zasobów wewnętrznych przekroczył swoje uprawnienia zmieniając przeznaczenie ziemi z celów budowlanych (construction) na badawcze (testing), w tym na transport odpadów, i tym samym zablokował dalsze prace nad WIPP. W tym samym roku prezydent George H.W. Bush podpisał ustawę WIPP Land Withdrawal Act. Ustawa przeniosła kontrolę nad ziemią do DoE. Ustawa wprowadziła też limit ilości składowanych substancji i wykluczyła spośród nich wysokoaktywne odpady z elektrowni jądrowych. W kolejnym roku DoE ogłosiła, że badania nad składowaniem materiałów radioaktywnych w WIPP zostaną przeprowadzone w laboratoriach a nie na miejscu. Jednocześnie departament utworzył miejscową dyspozyturę, Carlsbad Area Office (CAO).
Pięć lat po wniesieniu pozwu przez Udalla prezydent Clinton podpisał nowelizację do WIPP Land Withdrawal Act, mającą rozwiązać źródło prawnego problemu. Po wykonaniu drugiego, dodatkowego raportu o oddziaływaniu na środowisko, DoE wydało w 1998 roku decyzję o składowaniu odpadów na terenie WIPP. Po serii ośmiu konsultacji społecznych, Environmental Protection Agency wydało certyfikat dla WIPP jako spełniającego federalne przepisy dotyczące składowania odpadów radioaktywnych.
W 1999, po zmianach legislacyjnych, sędzia Penn zniósł zakaz nałożony w 1992. Departament środowiska stanu Nowy Meksyk wydał dla WIPP stosowne pozwolenie. Na 25 marca zaplanowano pierwszą dostawę odpadów z Los Alamos National Laboratory. Z powodu silnej mgły transport wyruszył później i dotarł do WIPP 26 marca 1999 o 4 nad ranem. Transport powitany został przez setki pracowników, mieszkańców i decydentów. Do WIPP dotarły również odpady z Idaho National Environmental and Engineering Laboratory (INEEL) oraz z Rocky Flats Environmental Technology Site.
W roku 2000 NRC certyfikowała na potrzeby ośrodka zbiorniki RH-72B (do transportu odpadów typu RH) i HalfPACT. W tym samym roku do WIPP dotarły pierwsze transporty z Hanford Site oraz pierwsze transporty z odpadami zmieszanymi. Status CAO został podniesiony do oddziału terenowego. W kolejnym roku do WIPP trafiły pierwsze odpady z Savannah River Site (SRS).
W roku 2003 zapełniony został Panel 1 składowiska. Do WIPP dostarczono też pierwsze transporty odpadów z Argonne National Laboratory-East.
EPA zatwierdziła plany DoE odnośnie do składowania odpadów typu RH w WIPP. Na składowisko trafiły pierwsze transporty z Nevada Test Site, Lawrence Livermore National Laboratory, Argonne National Laboratory-West i 5 innych mniejszych składowisk tymczasowych. Rok później do WIPP dotarła ostatnia dostawa odpadów z Rocky Flats, które zostało zamknięte na rok przed planowanym terminem. Zapełniony został Panel 2 składowiska.
W październiku 2006 roku departament środowiska stanu Nowy Meksyk (NMED) zatwierdził plan federalnego departamentu energii składowania odpadów typu RH w ośrodku WIPP (EPA zgodziła się na to już w 2004). Należy podkreślić, że składowisko było przygotowywane i budowane pod kątem przechowywania takich odpadów od samego początku. W tym samym roku rozpoczęto kopanie piątego z 8 planowanych paneli, a składowisko przyjęło rekordową liczbę transportów w jeden tydzień – 35. Pierwszy transport odpadów RH przyjęto rok później, 23 stycznia 2007. Do tego roku składowisko przyjęło ponad 5 000 transportów odpadów typu CH.
1 października 2012 operatorem ośrodka została firma Nuclear Waste Partnership LLC – spółka, której udziałowcami są URS Energy and Constructions, Babcock & Wilcox, i Areva. Firma otrzymała na to zadanie pięcioletni kontrakt, o wartości 1,3 mld USD, z możliwością przedłużenia o kolejne 5 lat.

## Badania
Od roku 2011 (planowo do 2020) prowadzone są przygotowania do badań nad metodą składowania (Salt Defense Disposal Investigations, SDDI) nie wymagającą drążenia osobnych otworów dla każdego z pojemników. Badania mają określić przepływy ciepła i promieniowania w stosie pojemników położonych bezpośrednio na podłożu składowiska, przykrytych materiałem skalnym pochodzącym z drążenia tuneli składowiska. Testy prowadzone są w oddzielnych tunelach, w Undergroud Research Laboratory (URL), niepołączonych ze składowiskiem WIPP.

## Wypadki
W 2014 w WIPP w krótkim odstępie czasu miały miejsce dwa niezależne do siebie wypadki, które skutkowały czasowym zamknięciem ośrodka.

### Pożar z 5 lutego 2014
W godzinach roboczych, ok. 11 rano 5 lutego czasu miejscowego, doszło do zapalenia się jednej z ciężarówek używanej do transportu soli wydobywanej w trakcie drążenia tuneli składowiska. Ogień powstał w komorze silnika pojazdu. Podziemne składowisko zostało ewakuowane. W wypadku nikt nie został ranny. Kilku pracowników zostało hospitalizowanych z podejrzeniem zatrucia dymem, ale po kilku godzinach opuścili szpital.
Pożar został szybko ugaszony środkami doraźnymi. Interweniująca drużyna ratownicza pokryła następnie pojazd pianą gaśniczą, żeby zapobiec ewentualnemu powrotowi ognia. Kilka godzin później kolejna drużyna zeszła do podziemia i stwierdziła, że powietrze jest tam oczyszczone i można nim bezpiecznie oddychać.

### Wypadek z 14 lutego 2014

#### Przebieg wypadku

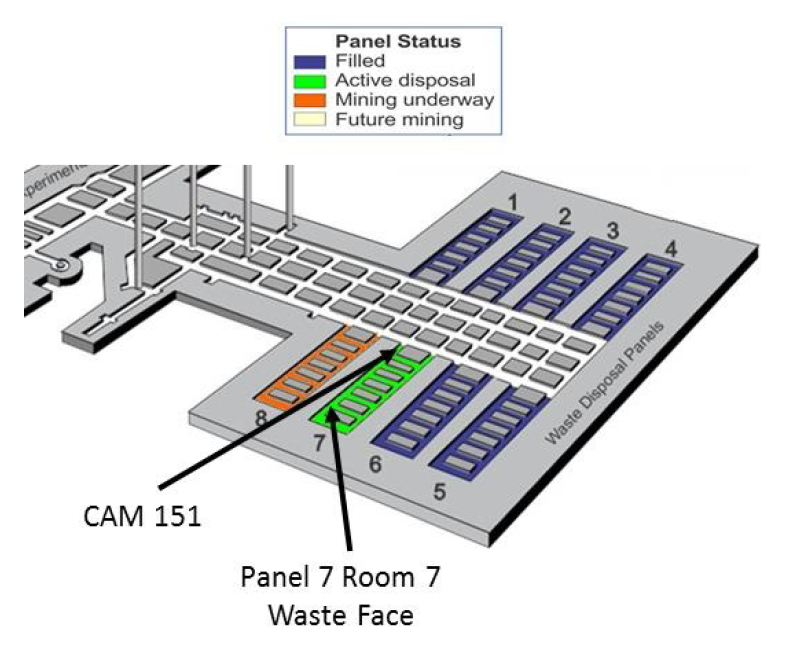
Położenie pomieszczenia i detektora promieniowania związanych z incydentem w wIPP z 14 lutego 2014

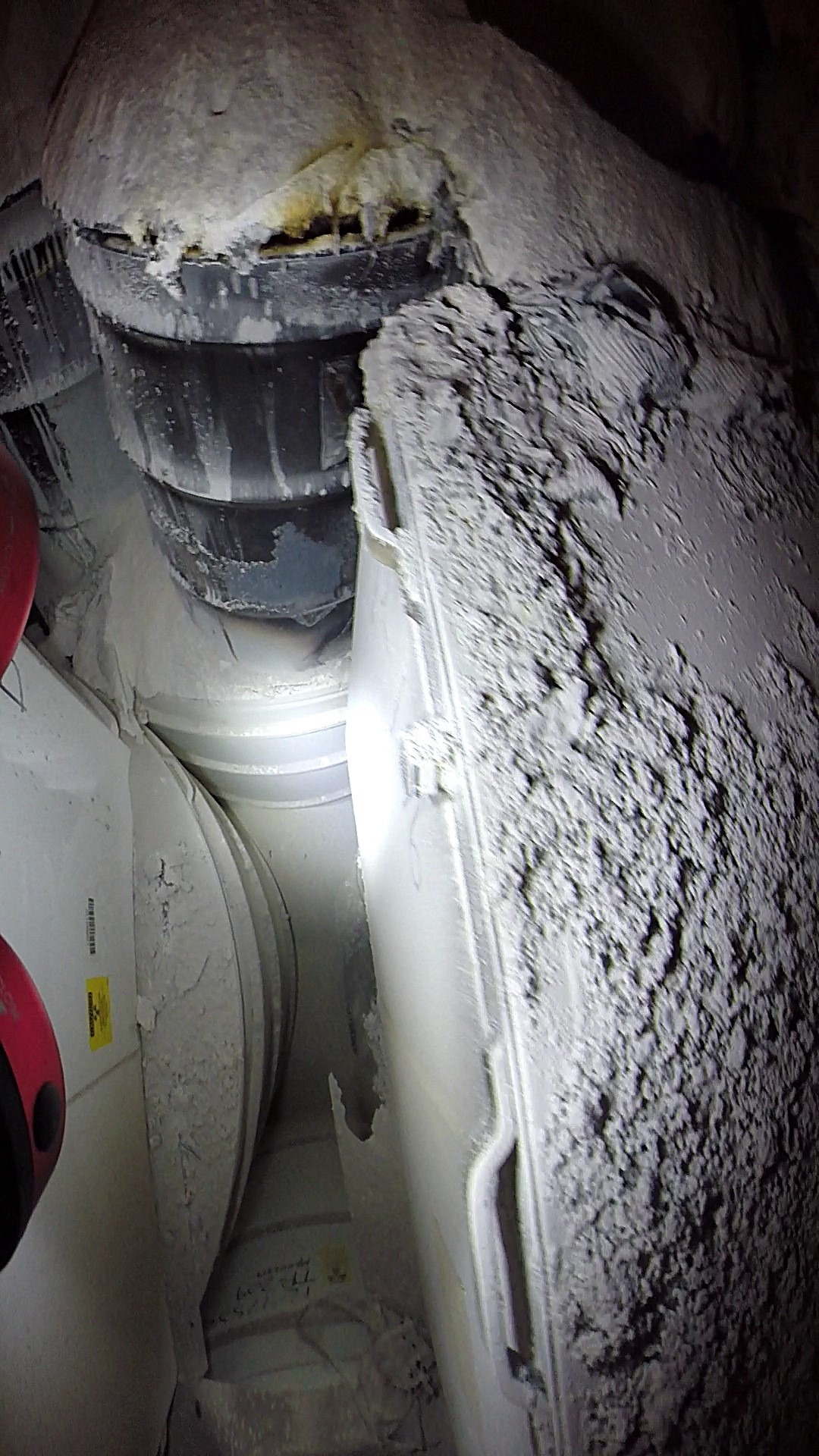
Uszkodzony pojemnik w panelu nr 7. Zdjęcie wykonane 15 maja 2014

W piątek 14 lutego 2014 około godziny 23:14 czasu lokalnego (06:14 15 lutego czasu uniwersalnego) w sali głównej monitoringu (Central Monitoring Room, CMR) odebrano sygnał alarmowy "HI RAD" z systemu monitoringu powietrza CAM. Alarm wskazywał na skażenie promieniotwórcze w powietrzu odbieranym z panelu nr 7 składowiska (wówczas w trakcie zapełniania). Podziemny system wentylacji UVS automatycznie przekierował wydmuch powietrza z wnętrza składowiska na filtry HEPA. Część skażonego powietrza wydostała się jednak na zewnątrz wprost do otoczenia ośrodka przez nieszczelności wyciągów. Pod ziemią nie znajdował się żaden pracownik, ale 11 osób pracowało na zewnątrz (prace na składowisku były wstrzymane z uwagi na pożar z 5 lutego oraz z powodu planowego, okresowego wyłączenia na czas konserwacji). Operator natychmiast powiadomił kierownika ds. kontroli radiologicznej oraz przedstawiciela DoE, który przybył na miejsce nad ranem. Ok. 23:42 operator zanotował wyłącznie CAM-151 – jedynego działającego detektora skażenia powietrza pod ziemią – z uwagi na możliwą usterkę (zatkanie filtrów). W międzyczasie technicy kontroli radiologicznej pobrali próbki do badań z górnego i dolnego biegu wentylacji. Wyniki otrzymane o 07:15 następnego dnia wskazywały na aktywność 4,4 mln rozpadów alfa na minutę oraz na obecność transuranowców w dolnym biegu wentylacji. O 09:15 otrzymano wyniki z wylotu powietrza na zewnątrz, które wynosiły 28 tys. rozpadów alfa na minutę i 5900 rozpadów beta na minutę. Była to pierwsza wskazówka, że mogło dojść do skażenia środowiska. O 09:34 wezwano pracowników zakładu (153 osoby, w tym żaden pod ziemią) do schronienia się w pomieszczeniach. W wybranych miejscach na terenie ośrodka i poza nim rozmieszczono przenośne detektory skażenia powietrza. O 14:49 uruchomiono centrum informacji i zarządzania kryzysowego JIC i dwa inne ciała pomocnicze.
O 15:57 stwierdzono brak skażenia radiologicznego na terenie ośrodka, ale o 16:12 potwierdzono obecność plutonu-239, plutonu-240 i ameryku-241 na filtrach HEPA. O 15:57 zakończono, z wynikiem negatywnym, sprawdzanie skażenia terenu parkingu i pojazdów się tam znajdujących. O 16:35 zniesiono nakaz schronienia się w budynkach. Zbędny personel był systematycznie wypuszczany z terenu ośrodka, po wcześniejszym przejściu kontroli dozymetrycznej całego ciała.
O 19:17 16 lutego czasu lokalnego alarm odwołano.
19 lutego pobrano do badań próbki ze stacji radiologicznej Carlsbad Environmental Monitoring and Research Center, afiliowanej przy Uniwersytecie Stanu Nowy Meksyk – służącej WIPP jako niezależna stacja monitorująca. Badany filtr powietrza ze stacji zainstalowany został 11 lutego, a zdemontowany 16 lutego. Pomiary wskazały mały wyciek radioaktywny. 24 lutego DOE podał wyniki dodatkowych pomiarów wykonywanych przez personel 17 i 18 lutego. Wskazywały one na emisję substancji promieniotwórczy do atmosfery, ale na poziomach poniżej poziomów stanowiących zagrożenie dla ludzi lub środowiska.
6 marca dwa wyciągi wentylacyjne, przez które doszło do emisji substancji promieniotwórczych do atmosfery, zostały uszczelnione. 7 i 8 marca pod ziemię opuszczono instrumenty pomiarowe (dozymetryczne i kontroli jakości powietrza). Analiza próbek nie wykazała skażenia powietrza.
18 marca DoE podał, że zebrane kolejne próbki pomiarowe wskazały na to, że 11 marca miał miejsce jeszcze jeden, mniejszy wyciek substancji promieniotwórczych do powietrza.
Na dzień 28 marca stwierdzono możliwość wystąpienia narażenia na promieniowanie jonizujące u 21 osób ze 150 przebadanych. Jednak otrzymane dawki były jedynie nieznacznie większe od naturalnego promieniowania tła, w związku z czym nie oczekiwano wystąpienia żadnych skutków medycznych. Początkowo przypuszczano, że rozszczelnienie pojemnika, lub pojemników, nastąpiło na skutek ich przebicia spowodowanego osunięciem się ściany lub sufitu składowiska.
27 lutego DoE powołał komisję śledczą do zbadania przyczyn wypadku, która rozpoczęła pracę 3 marca, a raport końcowy z fazy I śledztwa opublikowała 28 marca. Państwowe laboratoria z USA utworzyły osobną niezależną komisję do zbadania czynników mechanicznych i chemicznych, które mogły mieć wypływ na wypadek.
Na przełomie kwietnia i maja 2014 do pomieszczenia nr 7 panelu 7, gdzie pierwotnie wywołany został alarm, po raz pierwszy weszli ludzie. Przypuszczalna przyczyna wypadku, zawał sufitu, okazała się błędna – technicy zastali pomieszczenie nienaruszone. Dalsze inspekcje z użyciem kamer na wysięgnikach, które dokonały oględzin pierwszych kilku rzędów odpadów, nie wskazały na ich uszkodzenie. Ekipy zameldowały jednak o uszkodzeniu kilku worków z tlenkiem magnezu (adsorbentem i stabilizatorem umieszczanym na i dookoła pojemników z odpadami). Nie można było od razu stwierdzić powodu ich uszkodzenia.
Dopiero w lutym 2015 definitywnie stwierdzono, że incydent był ograniczony do jednego pojemnika z odpadami. Było to możliwe dzięki przejrzeniu całej zwartości pomieszczenia nr 7 za pomocą specjalnie opracowanego 27-metrowego wysięgnika kamery „Reach”.

#### Przyczyny
Wyciek został bezpośrednio spowodowany przez egzotermiczną reakcję chemiczną jaka zaszła w jednym z pojemników z odpadami z Los Alamos National Laboratory (LANL), oznaczonego jako LANL68660. Znajdujące się w pojemniku sole skażone plutonem przereagowały ze żwirkiem dla kotów, dodawanym do każdego pojemnika jako sorbent. Było to wynikiem niewłaściwego doboru żwirku, który był wytworzony z materiału organicznego, który został utleniony przez azotany znajdujące się w odpadach, czemu towarzyszyło wydzielenie energii. Wytworzone ciepło spowodowało wzrost ciśnienia wewnątrz zbiornika, co doprowadziło do jego rozszczelnienia i wydostania się gazowych produktów promieniotwórczych. Mimo że nastąpiło automatyczne przekierowanie wentylowanego powietrza na filtry, pewna ilość substancji promieniotwórczych została uwolniona na zewnątrz.
Żwirek dla kotów jest materiałem powszechnie stosowanym w wielu gałęziach przemysłu jako adsorbent. Pojemniki z odpadami składowane w WIPP zawierają około 26 kg żwirku, który stabilizuje płynne odpady. W tym wypadku użyty żwirek, marki SwheatScoop, był pochodzenia organicznego i zawierał węglowodany (z pszenicy), co spowodowało opisaną reakcję z azotanami.
Pośrednie przyczyny wypadku wskazane przez DoE, to przede wszystkim braki w kulturze bezpieczeństwa. Niedociągnięcia wskazano w czynnościach związanych z oceną bezpieczeństwa, z kontrolą zawartości pojemników przeznaczonych do składowania, z instalacją i utrzymaniem wyposażenia, z przygotowaniami do sytuacji awaryjnej. W dokumentacji WIPP brak było dokumentów potwierdzających przeprowadzenie oceny technicznej przed doborem sorbentu, mimo że ryzyko niekompatybilności zostało wskazane przez LANL w dokumentacji odpadów.
Według komisji śledczej można było uniknąć emisji skażonego powietrza do środowiska. Komisja zwróciła uwagę, że zaniedbano znaczenie systemu filtrowania powietrza w ocenie bezpieczeństwa ośrodka po wrześniu 2008, gdy połączono dokumentacje dotyczące bezpieczeństwa odpadów typu CH i RH. Początkowo system filtracji został zakwalifikowany jako ważny dla bezpieczeństwa (safety significant), a potem zredukowany do poziomu systemu zapewniającego równowagę (balance of plant). Z uwagi na to system filtrów HEPA nie został zakwalifikowany jako urządzenie bezpieczeństwa jądrowego i przez to nie spełniał wymagań stawianym systemom będących częścią osłony bezpieczeństwa. Co więcej, z tego samego powodu system monitoringu powietrza, który wykrył emisję substancji promieniotwórczych, również nie spełniał surowszych wymogów (stąd dopuszczalna była możliwość jego niepełnego funkcjonowania bez powiadomienia odpowiednich służb); a podczas modernizacji systemu wentylacji (wymiana wentylatorów na bardziej wydajne) nie dokonano stosownego przeglądu systemu, która umożliwiłaby uproszczenie jego budowy.
Komisja wskazała także na uchybienia w nadzorze po stronie wykonawców kontraktu, centrali DOE i jej biura terenowego (CBFO), a także podmiotów zewnętrznych. Na przykład, z dokumentacji bezpieczeństwa przez przypadek usunięto fragment o projektowej awarii polegającej na zawaleniu się sufitu składowiska, co nie zostało zauważone przy przeglądzie dokumentacji przez CBFO, a następnie w raporcie oceny bezpieczeństwa.
Śledztwo w sprawie wypadku zostało zakończone 16 kwietnia 2015 wraz z publikacją raportu końcowego II fazy dochodzenia. Jako przyczynę wskazano użycie niewłaściwego sorbentu. Komisja ustaliła, że w latach 1979–2007 do stabilizacji ciekłych azotanów używano organicznego sorbentu WasteLock 770. W 2012 LANL niewłaściwie zrozumiał, jakoby odpady takie nie spełniały kryteriów reaktywności i palności określonych przez EPA. Z tego względu LANS (Los Alamos National Security) wydał w lipcu 2012 nowe wytyczne dotyczące pakowania takich odpadów. Śledczy stwierdzili, że w nowej instrukcji, wbrew zaleceniom LANL, znalazło się wprost użyte określenie „organiczny” z pominięciem słowa „glinka” (clay). W październiku 2012 pracownicy zaczęli na nowo przygotowywać beczki wcześniej stabilizowane środkiem WasteLock 770, tym razem używając żwirku Swheat Scoop. Jedną z beczek przygotowano tak 4 grudnia 2013 i dostarczono do WIPP 29 stycznia. Dwa dni później złożono ją w składowisku. Ta właśnie beczka doprowadziła później do incydentu.

#### Skutki
Pomieszczenie z uszkodzonym pojemnikiem zostało odizolowane w celu ochrony. Nieszczelny pojemnik pozostał na swoim miejscu.
2 kwietnia, pierwszy raz od incydentu, do podziemnej części składowiska zeszli ludzie: dwa 8-osobowe zespoły techników. Zespoły miały za zadanie zbadać warunki pod ziemią. Nie zarejestrowały podwyższonego poziomu promieniowania. Sprawdziły działanie środków łączności rozmieszczonych pod ziemią. Zainstalowały także dodatkowe detektory promieniowania jonizującego, a także przygotowały miejsce i środki na potrzeby kolejnych ekip technicznych i śledczych.
Z uwagi na czasowe zamknięcie WIPP, pozostałe odpady z Los Alamos National Laboratory (LANL) już przeznaczone do wywiezienia do WIPP musiały zostać tymczasowo złożone w innym składowisku. LANL podjęło bowiem przygotowania i zobowiązania do pozbycia się wszystkich odpadów zawierających transuranowce do czerwca 2014. Aby LANL mogło się z nich wywiązać, operator WIPP zawarł specjalną umowę z ośrodkiem Waste Control Specialists w Teksasie na czasowe przechowanie wcześniej przygotowanych transportów odpadów.

### Konsekwencje
Po wypadku w 2014 roku niektórzy naukowcy apelowali o ponowną ocenę bezpieczeństwa WIPP, szczególnie w kontekście możliwego składowania tam 34 ton plutonu z rozbrojonych głowic jądrowych. Wypadek pokazał bowiem, że przewidywanie potencjalnych zagrożeń w skali czasowej tysięcy lat jest niezwykle trudne. Mimo że DoE i WIPP wyciągnęły konsekwencje z wypadków z 2014, to po zakończeniu pracy składowiska i jego zamknięciu na stałe, nie będzie możliwości reagowania na to, co stanie się w środku w późniejszym czasie.
Raport z fazy pierwszej zawierał 47 punktów wskazań do działania dla operatora składowiska (Nuclear Waste Partnership LLC) i instytucji z nim związanych (przede wszystkim DOE i Carlsbasd Field Office).

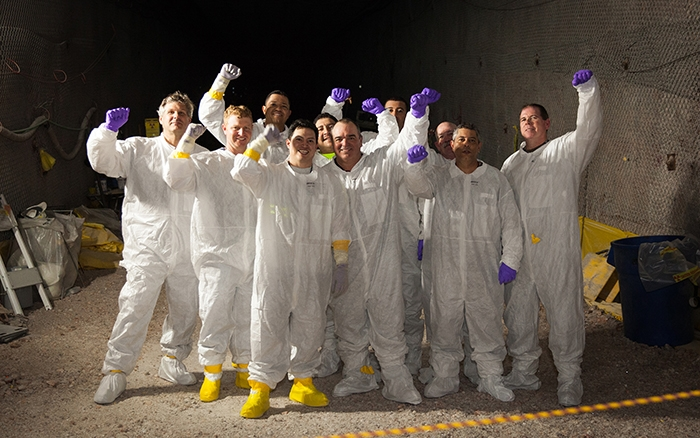
Pracownicy WIPP świętujący złożenie pierwszych odpadów od czasu incydentu w 2014 roku

W październiku 2014 ustalono „mapę drogową” przywrócenia funkcjonowania składowiska. Według niej WIPP miało zostać ponownie otwarte na początku 2016 roku. Koszt operacji związanych z przywróceniem funkcjonowania ośrodka oszacowano na 242 mln USD, bez uwzględnienia kosztów przebudowy systemu wentylacji (od 65 do 261 mln USD) i budowy nowego szybu (od 21 do 48 mln USD). W sierpniu 2015 datę marzec 2016 uznano za niemożliwą do dotrzymania, z uwagi na konieczność dodania wielu nowych prac w trakcie zmian wprowadzanych w ramach rekomendacji komisji śledczej. Nową datę ustalono na grudzień 2016. Ostatecznie DoE wydał zgodę na ponowne umieszczanie opadów w składowisku od dnia 23 grudnia 2016. Ponowne oficjalne otwarcie składowiska miało miejsce 9 stycznia 2017 roku. Nowe odpady złożono wcześniej, bo 4 stycznia. Pierwszy nowy transport odpadów przybył do WIPP 10 kwietnia 2017.
W grudniu 2014 roku departament środowiska stanu Nowy Meksyk (NMED) nałożył na DOE dwie kary pieniężne o łącznej wartości ponad 54 mln USD za zaniedbania stwierdzone w WIPP i LANL („znaczące uchybienia w procedurach”, „niewystarczające działania w reakcji na incydenty”), które doprowadziły do wypadków z 5 i 14 lutego. Pierwsza kara, za 13 naruszeń przepisów bezpieczeństwa w WIPP, wyniosła 17 746 250 USD. Druga, za 24 uchybienia podczas działań w LANL, wyniosła 36 604 649 USD. Ukarane podmioty do zapłacenia kar nie mogły użyć środków przeznaczonych na działalność operacyjną, w tym związaną z zagospodarowaniem odpadów jądrowych. W ramach porozumienia, kary pieniężne zamieniono na porozumienie między DoE a podwykonawcami według którego przeznaczyli oni wspólnie 73 mln USD na poprawę bezpieczeństwa składowiska.
19 lutego 2016 DoE wydał oficjalne dokumenty stwierdzające naruszenie przepisów przez Nuclear Waste Partnership (NWP; podwykonawca zajmujący się zarządem i kontrolą operacyjną składowiska) i Los Alamos National Security (LANS; podwykonawca Los Alamos National Laboratory), obarczając je odpowiedzialnością za oba wypadki z 2014 roku. Ponieważ podmioty zostały już ukarane (NWP – cofnięcie 93%, tj. ok. 7,6 mln USD, pozostałej wartości kontraktu za rok 2014. LANS – skrócenie opcji na przedłużenie kontraktu o 2 lata i obcięcie funduszy o 90%, tj. o 57 mln USD), nie wystosowano nowych kar.

## Kontrowersje wokół WIPP
W artykule „WIPP at 10: Geologically Unstable” z 25 marca 2009 organizacja Citizens for Alternatives to Radioactive Waste Dumping (CARD) ostrzegała, że składowisko utworzono w regionie niestabilnym geologicznie, gdzie mogą występować lub już występują zjawiska krasowe, tj. następuje rozpuszczanie skał przez wody podziemne. Tekst CARD bazował jednak na przeinaczeniach i nadinterpretacjach niektórych raportów związanych z badaniami geologicznymi terenu WIPP. DOE i EPA zgodnie twierdzą, na podstawie badań terenowych i modeli numerycznych, że teren WIPP jest wolny od takich procesów.
W 2009 DOE ustosunkowała się również do innych przytaczanych badań, jako przytaczanych wybiórczo, mylnie, lub nieaktualnych w świetle nowych badań, np. do zagrożenia przesiąkania wód opadowych czy rozpuszczania halitu. Według DOE i EPA doniesienia CARD nie wniosły niczego nowego w stosunku do tego, co było już rozważane przez naukowców i co nie podważa oceny terenu WIPP jako stabilnego geologicznie.
Podnoszony jest również zarzut posługiwania się nieaktualną liczbą przewidywanych odwiertów w okolicy składowiska w analizach długoterminowego bezpieczeństwa składowiska. EPA posługiwała się powiem średnią historyczną z ostatnich 100 lat, wynoszącą 67,3 wierceń na kilometr kwadratowy. Z uwagi na eksploatację łupkowych zasobów gazu i ropy naftowej liczba wierceń w stanie Nowy Meksyk wzrosła gwałtownie w ostatnim czasie. W latach 2002–2012 wyniosła 148 wierceń na km².